# برنزت
برنزت (به انگلیسی: Brenzett) یک روستا و محله مدنی در بریتانیا است که در Folkestone and Hythe واقع شده‌است. برنزت ۳۷۹ نفر جمعیت دارد.